# Creoleon desertus
Creoleon desertus is een insect uit de familie van de mierenleeuwen (Myrmeleontidae), die tot de orde netvleugeligen (Neuroptera) behoort. 
Creoleon desertus is voor het eerst wetenschappelijk beschreven door Hölzel in 1982.